# Diversion (émission de télévision)
Pour les articles homonymes, voir Diversion (homonymie).
Diversion est une émission de télévision française de magie diffusée depuis le 3 février 2017 en première partie de soirée sur la chaîne TF1 présentée par Arthur. Cette émission est présentée comme celle qui dépoussière la magie.

## Concept
Cette émission est basée sur des tours de magie classiques et modernes de très haut niveau, interprétés par six magiciens francophones. Le plateau est noir et bleu, ce qui donne une ambiance mystérieuse. Les spectateurs dans les gradins sont au nombre de 300 et certains peuvent être invités à participer aux numéros tout comme les invités. Les spectateurs ayant participé aux numéros reçoivent un voyage en cadeau.
Le concept de ce programme est parfaitement similaire a la mise en scène du film franco-américain Now You See Me, plus connu en français sous le nom dInsaisissables.
Le concept peut aussi rappeler une autre émission d'Arthur, Stars sous hypnose.

## Les magiciens
Les huit prestidigitateurs entendent bien moderniser la magie qui est perçue par certains comme un art ringard. Ils sont présentés chacun par un court magnéto où ils expliquent comment leur est venue l'envie de pratiquer la magie de spectacle.
- Kamel, le Street Magicien. Spécialités : la magie de rue et la grande illusion. (Prime 1)
- Luc Langevin, le Scientifique. Spécialités : la grande illusion, le mentalisme, la magie scientifique. (Depuis le Prime 1)
- Caroline Marx, l’Ensorceleuse. Spécialités : le close-up et le transformisme. (Depuis le Prime 1)
- Enzo Weyne, l'Insaisissable. Spécialités : la grande illusion. (Depuis le Prime 1)
- Gus, le Manipulateur[1]. Spécialité : le close-up. (Depuis le Prime 1)
- Fred Razon, le Pickpocket. Spécialité : le pickpocketisme[2]. (Prime 1)
- Antonio, l'Expert. (Depuis le Prime 2)
- Viktor Vincent, le Mentaliste. Spécialités : le mentalisme. (Depuis le Prime 2)

## Les invités
Six invités du monde du spectacle sont aux côtés d'Arthur pour réagir et participer aux tours.
| Émission n° | Date de diffusion       | Invités                                                                                  | Magiciens                                                        |
| ----------- | ----------------------- | ---------------------------------------------------------------------------------------- | ---------------------------------------------------------------- |
| 1           | Vendredi 3 février 2017 | Rayane Bensetti Sandrine Quétier Artus Guillaume de Tonquédec Claire Keim Marianne James | Kamel Luc Langevin Caroline Marx Enzo Weyne Gus Fred Razon       |
| 2           | Vendredi 5 janvier 2018 | Karine Ferri Tarek Boudali Philippe Lacheau Rachid Badouri Anne Roumanoff                | Luc Langevin Caroline Marx Enzo Weyne Gus Viktor Vincent Antonio |
| 3           | Vendredi 24 août 2018   | Ahmed Sylla Claudia Tagbo Cyril Féraud Camille Lou Laurent Luyat                         | Luc Langevin Caroline Marx Enzo Weyne Gus Viktor Vincent Antonio |
| 4           | Vendredi 8 février 2019 | Franck Dubosc François-Xavier Demaison Josiane Balasko Vaimalama Chaves Vincent Lagaf'   | Luc Langevin Caroline Marx Enzo Weyne Gus Viktor Vincent Antonio |

### Émission de pré-sélection
| Émission n° | Date de diffusion       | Invités                                                                            | Magiciens                                                                    |
| ----------- | ----------------------- | ---------------------------------------------------------------------------------- | ---------------------------------------------------------------------------- |
| 1           | Vendredi 8 février 2019 | Franck Gastambide Camille Lellouche Iris Mittenaere Philippe Lacheau Tarek Boudali | Moulla Tim Silver Les French Twins Lioz Shem Tov Mathieu Stepson Zack & Stan |

## Polémique
Le 21 février suivant la diffusion, les professionnels de la magie et le journal Le Parisien dénoncent le fait que des tours présentés dans l'émission sont en réalité des copies déjà-vues de tours visibles sur le Net. Ainsi, Gus, Luc Langevin et Kamel le Magicien auraient plagiés respectivement Justin Willman, Criss Angel et David Copperfield. Le producteur de ce dernier a même qualifié les magiciens du show comme « sans talent » et le procédé « honteux ».
Normalement, les magiciens doivent acheter les tours déjà existants pour pouvoir les pratiquer afin de rémunérer leur créateur. Serge Odin, président de la Fédération française des artistes prestidigitateurs déplore que l'émission fasse croire que les tours présentés aient été inventés par les six magiciens.
Lors de la 2e émission, la mention « crédits numéros de magie » apparaît dans le générique de fin.

## Accueil critique
Outre le mécontentement des magiciens, l'émission a reçu de bonnes critiques de la part des téléspectateurs ayant beaucoup commenté sur les réseaux sociaux. En revanche, le score d'audience n'était pas celui espéré et s'inscrit dans la continuité des primes d'Arthur à cette période.
| Date de diffusion | Audience moyenne          | Audience moyenne | Classement des audiences de la soirée | Références |
| Date de diffusion | Nombre de téléspectateurs | PDM              | Classement des audiences de la soirée | Références |
| ----------------- | ------------------------- | ---------------- | ------------------------------------- | ---------- |
| 3 février 2017    | 3 340 000                 | 16,3 %           | 2e                                    | [ 4 ]      |
| 5 janvier 2018    | 3 659 000                 | 16,4 %           | 3e                                    | [ 5 ]      |
| 24 août 2018      | 2 504 000                 | 16 %             | 1er                                   | [ 6 ]      |
| 8 février 2019    | 3 029 000                 | 14.4%            | 1er                                   | [ 7 ]      |
| 24 janvier 2020   | 3 007 000                 | 15%              | 1er                                   |            |